# سبورتس العالمية
كانت يونيفرسال سبورتس شبكة تلفزيونية أمريكية كبلية وفضائية رقمية موجهة نحو الرياضة الأمريكية. كانت مملوكة كمشروع مشترك بين شركاء إنترميديا ‏ (التي تمتلك حصة مسيطرة بنسبة 92 ٪) و إن بي سي العالمية (التي تمتلك نسبة 8 ٪ المتبقية).
في 22 أكتوبر 2015 ، أُعلن عن إغلاق يونيفرسال سبورتس في 16 نوفمبر 2015 ، وأن ان بي سي سبورتس سترث مجموعة الحقوق الرياضية للشبكة لشبكاتها الخاصة (مثل هيئة الإذاعة الوطنية وإن بي سي إس إن ويونيفرسال إتش دي). أُغلقت القناة في السادسة صباحًا من ذلك اليوم؛ مع الفيلم الوثائقي «5 قمم في يوم من سويسرا» باعتباره البرنامج الأخير للشبكة. في 1 يوليو 2017 ، أطلقت اللجنة الأولمبية الأمريكية ومجموعة هيئة الإذاعة الوطنية الرياضية القناة الأولمبية، والتي تعمل بشكل فعال كقناة بديلة نهائية لـيونيفرسال سبورتس.